# Zombory Lajos
Zombory Lajos (Szeged, 1867. január 9. – Szolnok, 1933. november 18.) magyar építész és festő. Állatábrázoló művészetével tűnt ki.

## Életpályája
Pályáját építési rajzolóként kezdte. Tizenegy évig Lechner Ödön irodájában dolgozott, de önállóan is részt vett s díjat nyert építészeti pályázatokon (szegedi gőzfürdő és kultúrpalota). Tervei szerint épült a szegedi ügyvédi kamara. A budapesti Mintarajziskola, a Benczúr-mesteriskola növendéke volt, majd 1898-tól 1902-ig Münchenben képezte tovább magát Heinrich von Zügelnél.
Szolnokra költözve a Szolnoki Művésztelep egyik vezető mestere lett. A nyaranta lelátogató Képzőművészeti főiskolások számára állatrajzot oktatott. 1908-ban a Könyves Kálmán Szalonban, 1917-ben az Ernst Múzeumban, 1922-ben a Belvederében, 1930-ban a Műcsarnokban rendezett gyűjteményes kiállításokat. Több műve található a Magyar Nemzeti Galériában.
A szolnoki temetőben nyugszik, síremléke Borbereki-Kovács Zoltán alkotása.

## Képei
Leginkább naturalisztikus és plein air életképeket festett. Legjelentősebb műveinek témáját az állatvilág köréből merítette, képein az állatokat többnyire színes tájképháttér előtt ábrázolta.

## Galéria

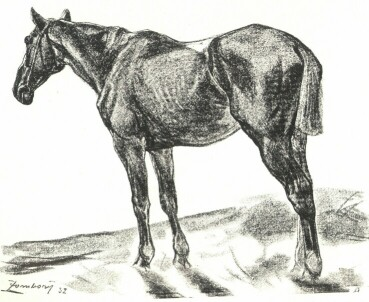
Vázlat (ló) (c. 1904)
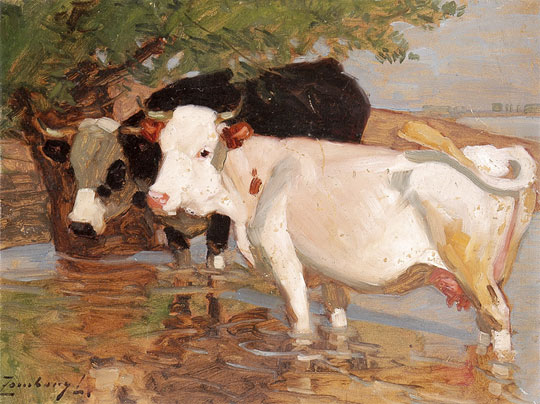
Tehenek
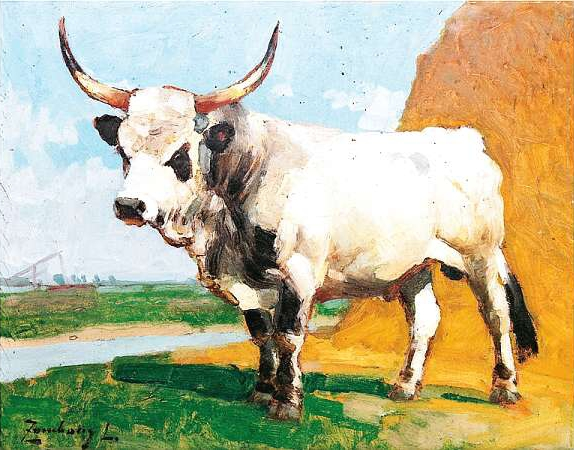
Bika
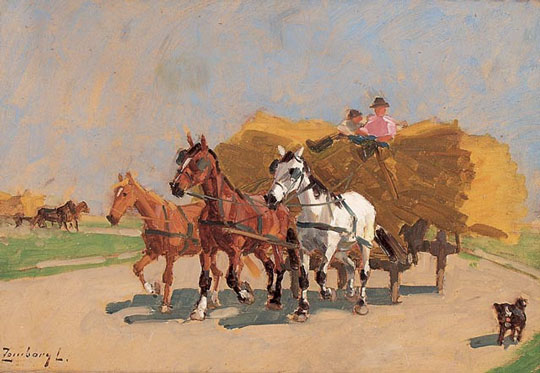
Megrakott lovas szekér

## Díjak
- Wolfner-díj (1921)

## Társasági tagsága
- MIÉNK

## Lásd még
- Szolnoki Művésztelep